# La Chapelle-sur-Dun
La Chapelle-sur-Dun är en kommun i departementet Seine-Maritime i regionen Normandie i norra Frankrike. Kommunen ligger i kantonen Fontaine-le-Dun som tillhör arrondissementet Dieppe. År 2022 hade La Chapelle-sur-Dun 162 invånare.

## Befolkningsutveckling
Antalet invånare i kommunen La Chapelle-sur-Dun
| Referens: INSEE |